# Guy Peellaert (graficus)
Guy Peellaert (Brussel, 6 april 1934 – Parijs, 17 november 2008) was een Belgisch graficus en popartkunstenaar, die internationaal befaamd was om zijn fotorealistische portretten van figuren uit de rockgeschiedenis.
In muziekkringen staat hij het bekendst als de hoesontwerper van David Bowies album Diamond Dogs.

## Biografie
Peellaert begon als decorontwerper voor toneelstukken en als striptekenaar. Zijn stijl was beïnvloed door psychedelica en popart. In 1966 publiceerde hij in het controversiële blad Hara-Kiri zijn strip Les Aventures de Jodelle, waarvan het hoofdpersonage gebaseerd was op zangeres Sylvie Vartan. In 1968 publiceerde hij zijn tweede strip, Pravda, waarvan het hoofdpersonage ditmaal gebaseerd was op zangeres Françoise Hardy. Beide figuren zouden in 2001 door modeontwerper Jean-Charles de Castelbajac gebruikt worden voor zijn collectie Physical graffiti .
Peellaert maakte begin jaren zeventig werk voor platenhoezen van onder meer David Bowie (Diamond Dogs) en The Rolling Stones (It's Only Rock 'n Roll). Hij ontwierp ook de filmaffiches voor Taxi Driver van Martin Scorsese en Paris, Texas van Wim Wenders.
Peellaert ontving lovende kritieken in The Guardian, Les Inrockuptibles en Vanity Fair. In zijn thuisland België werd zijn werk voor het eerst tentoongesteld in 2008. In dat jaar werd hij door de Belgische weekbladen Knack (Focus) en Le Vif gevraagd om tien weken lang de grootste iconen uit de Belgische muziek te portretteren.
Zijn boek Rock Dreams (met Brits rockjournalist Nic Cohn), is een voorbeeld van popart vol fotorealistische 'tekeningen' van de bekende namen uit de rockmuziek.
Op 17 november 2008 overleed Peellaert te Parijs op 74-jarige leeftijd aan kanker.

## Publicaties

### Boeken
- Rock Dreams, 1982 (met Nik Cohn). ISBN 0394528700
- The Big Room. Forty-Eight Portraits from the Golden Age, 1986 (met Michael Herr). ISBN 0671630288
- Twentieth Century Dreams, 1999 (met Nik Cohn). ISBN 0436276178

### Strips
- Les Aventures de Jodelle, 1967 (met Pierre Bartier)
  - The Adventures of Jodelle, 1967 (Grove Press)
  - The Adventures of Jodelle, 2013 (Fantagraphics)
- Pravda la Survireuse, 1968 (met Pascal Thomas)

## Documentaires
- Guy Peellaert, vérités et mensonges (Philippe Cornet, 2001)
- Guy Peellaert, l'art et la manière (Claude Ventura, 2004)